# Stenostaura elegans
Stenostaura elegans är en fjärilsart som beskrevs av  1970. Stenostaura elegans ingår i släktet Stenostaura och familjen tandspinnare. Inga underarter finns listade i Catalogue of Life.